# Dargida graminivora
Dargida graminivora là một loài bướm đêm trong họ Noctuidae.